# Off 2 Work/Graftin'
Off 2 Work/Graftin' è un singolo del rapper britannico Dizzee Rascal estratto dall'album Showtime. Il singolo contiene i brani Off 2 Work e Graftin', entrambi scritti e prodotti da Dylan Mills.

## Tracce
CD 1
1. Off 2 Work
2. Graftin'

CD 2
1. Off 2 Work
2. Off 2 Work (remix)
3. Graftin' (video)

## Classifiche
| Classifica (2005) | Posizione più alta |
| ----------------- | ------------------ |
| Regno Unito       | 44                 |